# Christer Holmgren
Nils Christer Holmgren, född 10 januari 1941 i Motala, är en svensk skådespelare.

## Biografi
Holmgren äger och driver sedan 1975 företaget Riksfim AB (tid. Progressiv Film), 1994 Konferensteatern AB och 2004 Solgårdens Konferensanläggning. Han är en av grundarna av Sweden India Film Association (SIFA) och arrangör för Sveriges första indiska filmfestival i samarbete med Indiska Ambassaden (Filmhuset 2007). Han har spelat och regisserat vid teatrar som Stockholms Stadsteater, Helsingborgs Stadsteater, Norrköpings Stadsteater, Riksteatern, TV-teatern med flera.

## Filmografi
Roller
- 1962 – Krokodilen (TV dansmedverkan)
- 1965 – Åsa-Nisse slår till
- 1965 – En kopp te (TV)
- 1965 – Verandan (TV)
- 1968 – Exercis (TV)
- 1968 – Fordringsägare (TV)
- 1969 – Det vill jag veta (TV)
- 1970 – The busybodies (Am.film)
- 1970 – Dom kallade mig djävla mördare (TV)
- 1972 – Kärlek - så gör vi. Brev till Inge och Sten
- 1972 – Vi läser Strindberg (TV)
- 1973 – Kärlek och långvantar (TV)
- 1977 – Harry H (TV)
- 1980 – Kärleken
- 1986 – Mellan två världar
- 1987 – Angriparen
- 1988 – Rättegång (TV)
- 1988 – Ika
- 1990 – Fiendens fiende (TV-serie)
- 1990 – Jag skall bli Sveriges Rembrandt eller dö!
- 1991 – Maclean (TV)
- 1993 – Ögon
- 1993 – Illusioner
- 1996 – Jenny
- 1998 – Lithivm
- 2004 – Dil Yo bhi Kahey (ind.film)
- 2005 – Anbhutham (ind.film)
- 2006 – Kärringen därnere
- 2007 – Du ska inte tro att du är något!
- 2013 – I ett annat liv
- 2014 – Threads of Destiny (TV-serie)
- 2014 – Champion
- 2014 – Nirbashito (ind.film)

Regi, manus, foto, klippning
- 1975 – Sally

## Teater

### Roller (ej komplett)
| År   | Roll                        | Produktion                                                  | Regi             | Teater                           |
| ---- | --------------------------- | ----------------------------------------------------------- | ---------------- | -------------------------------- |
| 1966 |                             | Tvångseld Willey Östlund                                    | Harald Westman   | Alléteatern                      |
| 1967 | Benjamin                    | Påsk August Strindberg                                      | Gunnar Skar      | Helsingborgs stadsteater         |
| 1967 | Positivhalaren Sekreteraren | Skälmarnas triumf (Los intereses creados) Jacinto Benavente | Lennart Kollberg | Helsingborgs stadsteater         |
| 1977 |                             | Det brasilianska undret Kerttu Thorén                       | Kerttu Thorén    | Norrköping-Linköping stadsteater |